# Zürcher Kantonalbank
Цюрихский кантональный банк (нем. Zürcher Kantonalbank, или ZKB) — крупнейший кантональный банк и четвёртый по величине банк Швейцарии. ZKB принадлежит властям кантона Цюрих. Контроль за ZKB осуществляется кантональным советом Цюриха, обязанности которого изложены в Законе Цюриха о кантональных банках.
Согласно закону, Цюрих несёт ответственность по всем обязательствам ZKB, если ресурсы банка окажутся недостаточными. Эта кантональная гарантия действует как стабилизирующая сила для финансового рынка в целом, особенно во времена экономической неопределенности.

## История
Цюрихский кантональный банк был основан в 1870 году как «банк граждан Цюриха» по инициативе Иоганна Якоба Келлера (1823—1903), в то время члена кантонального совета Цюриха. Цюрих предоставил необходимый капитал и назначил высшие руководящие органы. Социальная и политическая ответственность были установлены законом.
В октябре 2009 года журнал Global Finance поставил ZKB в пятёрку самых надёжных банков мира, поскольку он был одним из пяти финансовых институтов, получивших высшие оценки от Standard & Poor’s и Fitch по кредитному рейтингу. В 2013 году банк был включён в число системно значимых банков Швейцарии.
В 2015 году была куплена компания по управлению инвестиционными фондами Swisscanto.

## Деятельность
В списке крупнейших компаний мира по управлению активами за 2022 год Zürcher Kantonalbank занял 111-е место ($223 млрд).
Выручка за 2022 год составила 2,75 млрд швейцарских франков, из них 51 % пришёлся на чистый процентный доход, 34 % — комиссионные доходы, 15 % — доходы от торговых операций. Активы на конец 2022 года составляли 200 млрд франков, из них 96 млрд франков — ипотечные кредиты. Принятые депозиты — 103 млрд франков.
Сеть банка по состоянию на 2022 год насчитывала 51 отделение и 320 банкоматов. Также имеются представительства в Пекине, Мумбаи, Сингапуре и Сан-Паулу, филиалы в Австрии (Zürcher Kantonalbank Österreich AG, Зальцбург и Вена), Великобритании (ZKB Securities (UK) Ltd., Лондон) и на острове Гернси (Zürcher Kantonalbank Finance (Guernsey) Ltd.). Кроме этого, имеется дочерняя компания Swisscanto Holding, которая занимается управлением активами.

## ZKB Gold ETF
15 марта 2006 года Цюрихский кантональный банк запустил торгуемый на бирже фонд ZKB Gold, котирующийся в Швейцарии под тикером ZGLD. Суть фонда заключается в получении дохода от роста цены на золото.
Фонд инвестирует исключительно в золото (слитки весом 12,5 кг). ETF имеет три класса единиц, торгуемых в разных валютах: USD, EUR и CHF. Акции продаются в единицах золота по 1 унции, при минимальной покупке одной единицы (одной унции).
С 2022 года фонд работает также с серебром.